# Veckans kanin
Veckans kanin är ett tv-program som visades på TV3, med Alex Schulman som programledare. I varje avsnitt valde en panel en offentlig person som betett sig klandervärt, och som följande vecka blev följd av en människa utklädd till rosa tygkanin.